# Utax
UTAX GmbH é uma empresa de tecnologia da informação sediada em Hamburgo, na Alemanha.
Foi fundada em 1961 sob a designação de Electronic-Büromaschinen-Vertriebs GmbH, surgindo a marca UTAX em 1968.
Em 1999 a empresa foi adquirida pela Triumph-Adler, que por sua vez se juntou à Kyocera em janeiro de 2009.
A empresa alemã emprega cerca de 86 funcionários.